# Everetts
Everetts es un pueblo ubicado en el condado de Martin en el estado estadounidense de Carolina del Norte. La localidad en el año 2000, tenía una población de 179 habitantes en una superficie de 1.2 km², con una densidad poblacional de 150.6 personas por km².

## Geografía
Everetts encuentra ubicado en las coordenadas 35°50′1″N 77°10′17″O / 35.83361, -77.17139 . Según la Oficina del Censo, la localidad tiene un área total de 1,2 km² (0,5 mi²), de la cual 1,2 km² (0,5 mi²) es tierra y 0 km² (0 mi²) (0.0%) es agua.

### Localidades adyacentes
El siguiente diagrama muestra a las localidades en un radio de 16 kilómetros (9,9 mi) de Everetts.

## Demografía
En el 2000 la renta per cápita promedia del hogar era de $21.964, y el ingreso promedio para una familia era de 25.938. En 2000 los hombres tenían un ingreso per cápita de $23.750 contra $17.188 para las mujeres. El ingreso per cápita para la localidad era de $13.390. Alrededor del 16.60% de la población estaba bajo el umbral de pobreza nacional.